# 千佛塔 (梅州)

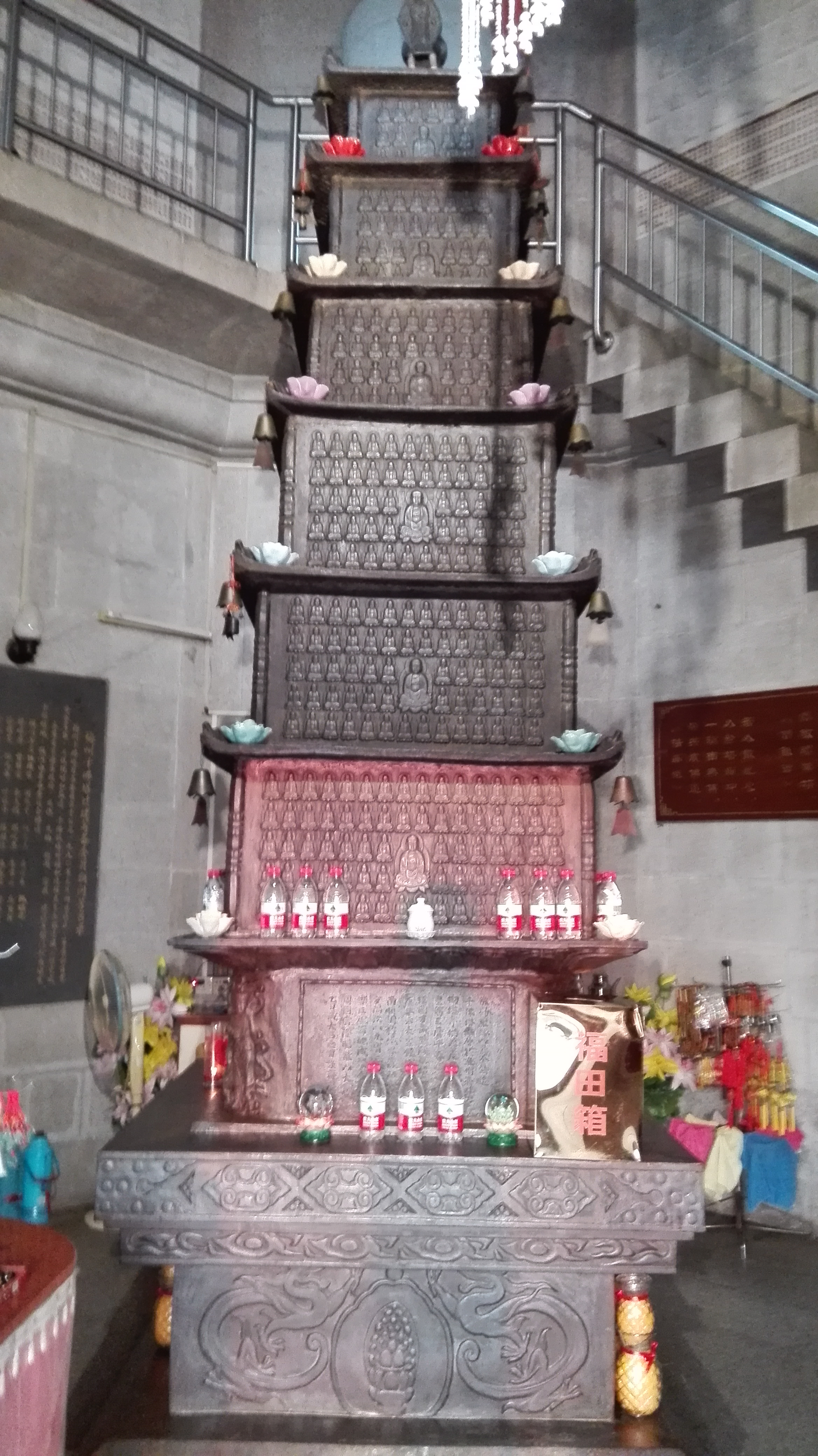
梅州千佛铁寺

梅州市千佛铁塔，位于广东省梅州市梅江区东山大东岩山顶千佛塔寺千佛石塔内，是广东省重点文物保护单位。
据清光绪《嘉应州志》记载，千佛铁塔由南汉王刘鋹始建于大宝八年（公元965年），距今有一千多年历史。铁塔用生铁铸成，有四面七层，高4.2米，塔底边长1.6米。铁塔第二层每面有77尊佛像、第三层每面67尊、第四层每面57尊、第五层每面37尊、第六层每面12尊，加起来每面共计250尊佛像，四面合计一千尊佛像，故名千佛塔。原塔建于修慧寺，因修慧寺损毁，清乾隆初年嘉应州官王者辅将铁塔移到梅城大东岩山顶的齐州寺。
铁塔日久损毁，1898年秋爱国诗人黄遵宪得到塔铭一方，上写“以乌金铸造千佛塔七层于敬州修慧寺创塔亭供养”等115字，其中16字无法辨认，之后搜集到二至五层中的十一方，收藏于人境庐，并写了《南汉修慧寺千佛塔歌》并序，收录于1901年《光绪嘉应州志》。民国1935年初，梅县县长与师长黄任寰将铁塔移至东山岭上，修建八角亭保护。
中华人民共和国成立后梅州市钢铁厂扩大，铁塔被围在钢铁厂内，污损日益严重。众人纷纷呼吁将铁塔迁出保护，省文物主管部门批准后选址东山大东岩莲花山顶建造石塔保护。千佛铁塔迁建前保存完整的只有第五层。第一层缺失部分铭文（阴刻铭文铸件一块铭文有11行，每行11字），二至四层、六至七层都是新的铸件，塔基和塔体分层整体铸造，铸成后将各层逐件叠装而成。现今的铁塔每面有282佛，合计为1128佛。1994年1月修复原貌的千佛铁塔移至石塔首层成为塔中塔。1989年6月千佛铁塔成为省级文物保护单位。
原千佛铁塔修于965年建于修慧寺，清乾隆初年移至梅城大东岩山顶的齐州寺，如今这两座古寺都已经损毁湮没。1986年兴建普同塔院。现今为后修建的千佛塔寺。